# Murasson
 Murasson  (también así en occitano) es una población y comuna francesa, situada en la región de Occitania, departamento de Aveyron, en el distrito de Millau y cantón des Causses-Rougiers.

## Demografía
| 1000 | 1101 | 2326 | 2495 | 1335 | 1315 | 1349 | 1401 | 1364 | 1341 | 1291 | 1290 | 1270 | 1315 | 1323 | 1209 | 1014 | 1026 | 960 | 887 | 756 | 693 | 646 | 576 | 491 | 462 | 424 | 362 | 299 | 266 | 235 | 212 | 184 |
| Para los censos de 1962 a 1999 la población legal corresponde a la población sin duplicidades (Fuente: INSEE [Consultar]) |      |      |      |      |      |      |      |      |      |      |      |      |      |      |      |      |      |     |     |     |     |     |     |     |     |     |     |     |     |     |     |     |